# Siergiej Naljancz
Siergiej Iwanowicz Naljancz, ros. Сергей Иванович Нальянч (ur. w 1902 r., zm. 12 września 1979 r. koło Wilna) – rosyjski poeta emigracyjny, publicysta.
Podczas rosyjskiej wojny domowej wyjechał do Polski. Zamieszkał w Warszawie, gdzie zaczął pisać wiersze. W 1929 r. wstąpił do emigracyjnej grupy rosyjskiej „Wspólnota literacka”. Jego utwory literackie ukazywały się w warszawskiej gazecie „Za swobodu!” oraz wileńskich „Nasze wriemia” i „Russkoje słowo”. W 1930 r. zostały opublikowane w „Zbiorze Wileńskiej Wspólnoty poetów”, wydanym we Lwowie. W 1934 r. przeniósł się do Wilna, zakładając grupę literacką pod nazwą „Wileńska Wspólnota poetów”. Występował z wykładami i odczytami o tematyce literackiej, odczytywał publicznie swoje utwory. W 1937 r. znalazły się one w „Antologii poezji rosyjskiej w Polsce”. Podczas II wojny światowej prawdopodobnie znalazł się w Niemczech. Po jej zakończeniu miał zostać deportowany do ZSRR, gdzie skazano go na karę wieloletnich łagrów.